# Rory Calhoun
Rory Calhoun, (Los Ángeles, 8 de agosto de 1922 - Burbank, 28 de abril de 1999) fue un productor y actor de cine estadounidense. Su verdadero nombre era Francis Timothy McCown.

## Trayectoria
Calhoun comienza a aparecer en películas a principio de los cuarenta como figurante. Su primer personaje es del famoso boxeador campeón del mundo James J. Corbett. La película (The Great John L., Frank Tuttle, 1945) era una biografía de John L. Sullivan, el primer campeón del mundo, que sería derrotado precisamente por Corbett. En esta película Calhoun aparecía en los créditos con su verdadero nombre de Frank McCown. Su primera película como protagonista sería Adventure Island, dirigida por Sam Newfield, donde compartía protagonismo con la bella Rhonda Fleming. 
A partir de aquí comienza a coprotagonizar algunos western menores con títulos como Arena, Río masacre, El regreso del pionero, entre otros. También aparece en películas de cine negro, hasta que en 1952 protagoniza una película de Jacques Tourneur, Way of a Gaucho, ligeramente inspirada en el famoso poema de José Hernández y basada en una novela de Herbert Child: Calhoun interpretaba al protagonista y estaba acompañado por Gene Tierney y Richard Boone. 
Al año siguiente Calhoun vuelve a trabajar en una película importante, Cómo casarse con un millonario de Jean Negulesco, aunque en esta película su papel esta ensombrecida por la belleza de las protagonistas femeninas, Lauren Bacall, Betty Grable, y Marilyn Monroe. 

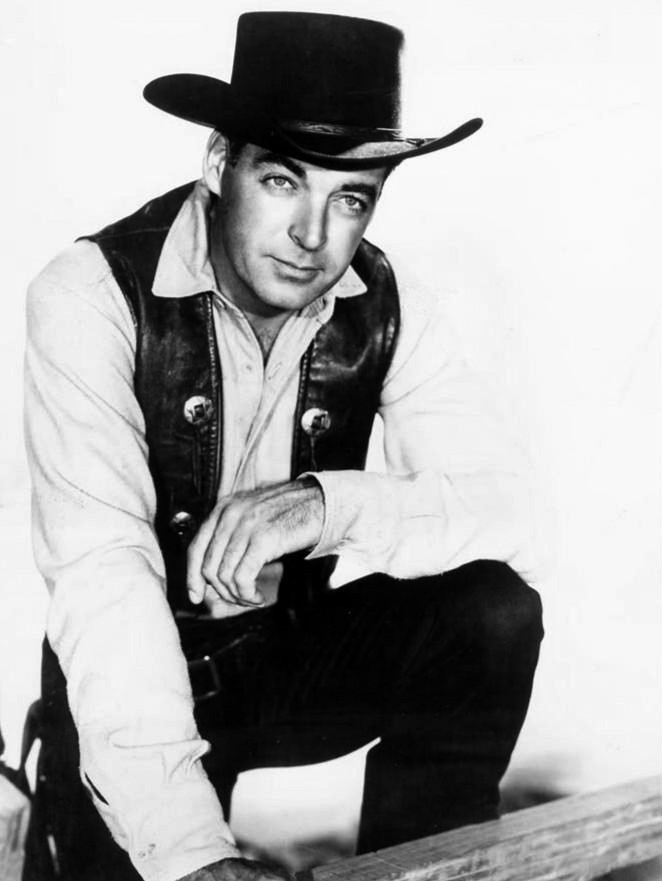
Rory Calhoun como Bill Longley en The Texan (1961)

En 1954 es el villano que hace de contrapunto a Robert Mitchum en el western de Otto Preminger Río sin retorno donde de nuevo aparecía junto a Marilyn Monroe. En ese mismo año 1954 protagoniza tres western como protagonista absoluto, si bien son obras menores. En Una bala en el camino, dirigida por el artesano John Farrow, compartió protagonismo con Jean Simmons. 
En los años siguientes no deja de protagonizar películas de comedias musicales, aventuras y western, y también comienza a aparecer en algunas series de televisión. De esta época destaca su película El tesoro de Pancho Villa, de George Sherman, en la que compartía cartel con Gilbert Roland. 
A principio de los sesenta viaja a Italia e interpreta a Marco Polo en una película del mismo título, y El coloso de Rodas de Sergio Leone. Regresa a América para protagonizar la cinta de aventuras El tesoro de Montecristo y algunos westerns, también va apareciendo en series de éxito de televisión como Bonanza y El virginiano entre otras muchas. A finales de los sesenta regresa a Europa, trabaja en películas en Italia y España, mientras en América continúa siendo un asiduo de las series de éxito como La mujer policía, Hart y Hart, y apariciones en películas como actor secundario en toda la década de los setenta, de los ochenta y principio de los noventa.
Rory Calhoun murió en Burbank, California a la edad de 76 debido a complicaciones derivadas de enfisema y diabetes.
Por su contribución al cine, Calhoun tiene una estrella en el Paseo de la Fama de Hollywood en el 7007 Hollywood Blvd, y una segunda estrella en el 1750 Vine Street por su trabajo en televisión.

## Filmografía

### Películas
| - Where Do We Go from Here? (1945) - The Great John L. (1945) - Nob Hill (1945) - The Red House (1947) - Adventure Island (1947) - That Hagen Girl (1947) - Miraculous Journey (1948) - Massacre River (1949) - Sand (1949) - A Ticket to Tomahawk (1950) - Return of the Frontiersman (1950) - County Fair (1950) - Rogue River (1951) - I'd Climb the Highest Mountain (1951) - Meet Me After the Show (1951) - With a Song in My Heart (1952) - Way of a Gaucho (1952) - The Silver Whip (1953) - Powder River (1953) - How to Marry a Millionaire (1953) - River of No Return (1954) - The Yellow Tomahawk (1954) - Dawn at Socorro (1954) - A Bullet Is Waiting (1954) - Four Guns to the Border (1954) - Ain't Misbehavin' (1955) - The Looters (1955) - The Treasure of Pancho Villa (1955) - The Spoilers (1955) - Raw Edge (1956) - Red Sundown (1956) - Flight to Hong Kong (1956) - Utah Blaine (1957) - The Big Caper (1957) - The Hired Gun (1957) - Domino Kid (1957) | - Ride Out for Revenge (1957) - The Saga of Hemp Brown (1958) - Apache Territory (1958) - Thunder in Carolina (1960) - Marco Polo (1961) - Il Colosso di Rodi (1961) - The Treasure of Monte Cristo (1961) - Face in the Rain (1963) - The Gun Hawk (1963) - The Young and The Brave (1963) - Young Fury (1965) - Finger on the Trigger (1965) - Black Spurs (1965) - Apache Uprising (1966) - Our Men in Bagdad (1966) - Operation Delilah (1967) - Operation Cross Eagles (1968) - The Girl of the Nile (1969) - Las Vírgenes de la nueva ola (1969) - Night of the Lepus (1972) - Won Ton Ton, the Dog Who Saved Hollywood (1976) - Mule Feathers (1977) - Mission to Glory: A True Story (1977) - Love and the Midnight Auto Supply (1977) - Bitter Heritage (1979) - Revenge of Bigfoot (1979) - The Main Event (1979) - Smokey and the Judge (1980) - Runnin' Hot (1980) - Motel Hell (1980) - Angel (1984) - Avenging Angel (1985) - Hell Comes to Frogtown (1987) - Roller Blade Warriors: Taken by Force (1989) - Bad Jim (1990) - Pure Country (1992) |

### Televisión
- The Texan TV (1958)
- Bonanza (1 episodio, 1964)
- Gunsmoke (1 episodio, 1965)
- I Spy (1 episodio, 1966)
- Death Valley Days (2 episodios, 1963–1966)
- Gilligan's Island (1 episodio, 1967)
- Custer (1 episodio, 1967)
- Lancer (1 episodio, 1970)
- The Doris Day Show (1 episodio, 1972)
- Owen Marshall: Counselor at Law (1 episodio, 1972)
- Police Story (1 episodio, 1973)
- Hec Ramsey (1 episodio, 1973)
- Petrocelli (1 episodio, 1974)
- Police Woman (1 episodio, 1974)
- Movin' On (1 episodio, 1975)
- Little Vic (1975) miniserie
- La isla de la fantasía (1 episodio, 1978)
- The Misadventures of Sheriff Lobo (1 episodio, 1981)
- Hart to Hart (1 episodio, 1982)
- The Blue and the Gray (miniserie, 1982)
- Alfred Hitchcock Presents (1 episodio, 1988)
- Tales from the Crypt (1 episodio, 1993)